# Papu Gómez
Alejandro Darío "Papu" Gómez (født 15. februar 1988) er en argentinsk fodboldspiller, der spiller for den italienske klub A.C. Monza.
Han blev udtaget til Argentinas trup til 2022 FIFA World Cup i Qatar.